# بالمر (تينيسي)
بالمر (بالإنجليزية: Palmer, Tennessee)‏ هي بلدة تقع بولاية تينيسي في الولايات المتحدة. تبلغ مساحتها 13.6 (كم²)، وترتفع عن سطح البحر 554 م، بلغ عدد سكانها 672 نسمة في عام 2010 حسب إحصاء مكتب تعداد الولايات المتحدة .

## التركيبة السكانية
حدّد مكتب تعداد الولايات المتحدة بيانات التركيبة السكانية لبالمر في تعداد الولايات المتحدة. في ما يلي، التركيبة السكانية حسب تعدادي 2000 و2010.

### تعداد عام 2000
بلغ عدد سكان بالمر 726 نسمة بحسب تعداد عام 2000، وبلغ عدد الأسر 305 أسرة وعدد العائلات 207 عائلة مقيمة في البلدة. في حين سجلت الكثافة السكانية 56.9 نسمة لكل كيلومتر مربع (147.4/ميل2). وبلغ عدد الوحدات السكنية 331 وحدة بمتوسط كثافة قدره 25.9 لكل كيلومتر مربع (67.1/ميل2).
وتوزع التركيب العرقي للبلدة بنسبة 98.76% من البيض و1.24% من عرقين مختلطين أو أكثر و0.28% من الهسبانيون أو اللاتينيون من أي عرق.
بلغ عدد الأسر 305 أسرة كانت نسبة 29.5% منها لديها أطفال تحت سن الثامنة عشر تعيش معهم، وبلغت نسبة الأزواج القاطنين مع بعضهم البعض 51.5% من أصل المجموع الكلي للأسر، ونسبة 13.1% من الأسر كان لديها معيلات من الإناث دون وجود شريك،  بينما كانت نسبة 3.3% من الأسر لديها معيلون من الذكور دون وجود شريكة وكانت نسبة 32.1% من غير العائلات. تألفت نسبة 28.5% من أصل جميع الأسر من عدة أفراد يعيشون في نفس المنزل ونسبة 11.8% كانت تتألف من شخص يعيش بمفرده يبلغ من العمر 65 عاماً أو أكثر. وبلغ متوسط حجم الأسرة المعيشية 2.38، أما متوسط حجم العائلات فبلغ 2.93.
بلغ العمر الوسطي للسكان 40.8 عاماً. وكانت نسبة 21.3% من القاطنين تحت سن الثامنة عشر، وكانت نسبة 6.5% بين الثامنة عشر والرابعة والعشرين عاماً، ونسبة 26.9% كانت واقعةً في الفئة العمرية ما بين الخامسة والعشرين والرابعة والأربعين عاماً، ونسبة 27.5% كانت ما بين الخامسة والأربعين والرابعة والستين، ونسبة 17.8% كانت ضمن فئة الخامسة والستين عاماً فما فوق. يوجد لكل 100 أنثى 95.2 ذكر، ويوجد لكل 100 أنثى في الثامنة عشر من عمرها فما فوق 94.2 ذكر.
بلغ متوسط دخل الأسرة في البلدة 19,167 دولارًا، أما متوسط دخل العائلة فبلغ 23,929 دولارًا. وكان متوسط دخل الذكور 29,167 دولارًا مقابل 17,292 دولارًا للإناث. وسجل دخل الفرد الخاص بالبلدة 10,251 دولارًا. وكانت نسبة 23.8% من العائلات ونسبة 27.1% من السكان تحت خط الفقر، وكان من هؤلاء نسبة 30.1% تحت سن الثامنة عشر ونسبة 23.3% في الخامسة والستين من العمر وما فوق.

### تعداد عام 2010
بلغ عدد سكان بالمر 672 نسمة بحسب تعداد عام 2010، وبلغ عدد الأسر 268 أسرة وعدد العائلات 177 عائلة مقيمة في البلدة. في حين سجلت الكثافة السكانية 52.6 نسمة لكل كيلومتر مربع (136.2/ميل2). وبلغ عدد الوحدات السكنية 294 وحدة بمتوسط كثافة قدره 23 لكل كيلومتر مربع (59.6/ميل2).
وتوزع التركيب العرقي للبلدة بنسبة 98.66% من البيض و0.60% من الأمريكيين الأصليين و0.74% من عرقين مختلطين أو أكثر.
بلغ عدد الأسر 268 أسرة كانت نسبة 32.8% منها لديها أطفال تحت سن الثامنة عشر تعيش معهم، وبلغت نسبة الأزواج القاطنين مع بعضهم البعض 44.8% من أصل المجموع الكلي للأسر، ونسبة 13.1% من الأسر كان لديها معيلات من الإناث دون وجود شريك،  بينما كانت نسبة 8.2% من الأسر لديها معيلون من الذكور دون وجود شريكة وكانت نسبة 34% من غير العائلات. تألفت نسبة 28.4% من أصل جميع الأسر من عدة أفراد يعيشون في نفس المنزل ونسبة 12.7% كانت تتألف من شخص يعيش بمفرده يبلغ من العمر 65 عاماً أو أكثر. وبلغ متوسط حجم الأسرة المعيشية 2.51، أما متوسط حجم العائلات فبلغ 3.09.
بلغ العمر الوسطي للسكان 42.3 عاماً. وكانت نسبة 23.8% من القاطنين تحت سن الثامنة عشر، وكانت نسبة 6.7% بين الثامنة عشر والرابعة والعشرين عاماً، ونسبة 22.6% كانت واقعةً في الفئة العمرية ما بين الخامسة والعشرين والرابعة والأربعين عاماً، ونسبة 28.7% كانت ما بين الخامسة والأربعين والرابعة والستين، ونسبة 18.2% كانت ضمن فئة الخامسة والستين عاماً فما فوق. وتوزع التركيب الجنسي للسكان بنسبة 50.9% ذكور و49.1% إناث.

## وصلات خارجية
- The US50 - Cities and Towns in Tennessee State
- Tennessee Cities and Towns, Facts, Map, Flag, Colleges, Government, and More